# Paroi moulée

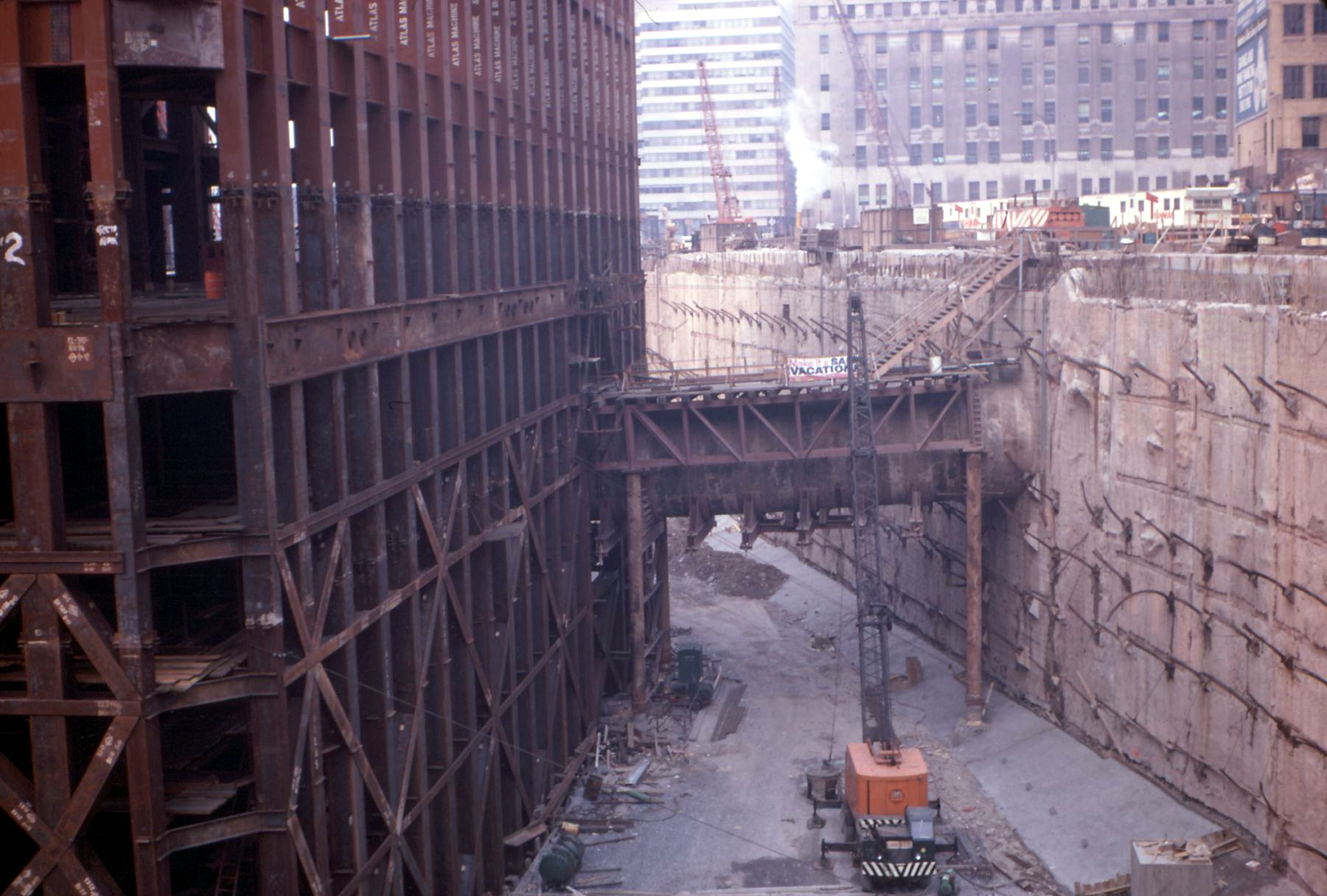
À droite, une paroi moulée, lors de la construction du World Trade Center.

Une paroi moulée est un mur en béton armé coulé dans le sol. Le principe est de creuser une tranchée, constamment tenue pleine de boue durant l'excavation, puis de couler du béton dedans.

## Réalisation

### Excavation

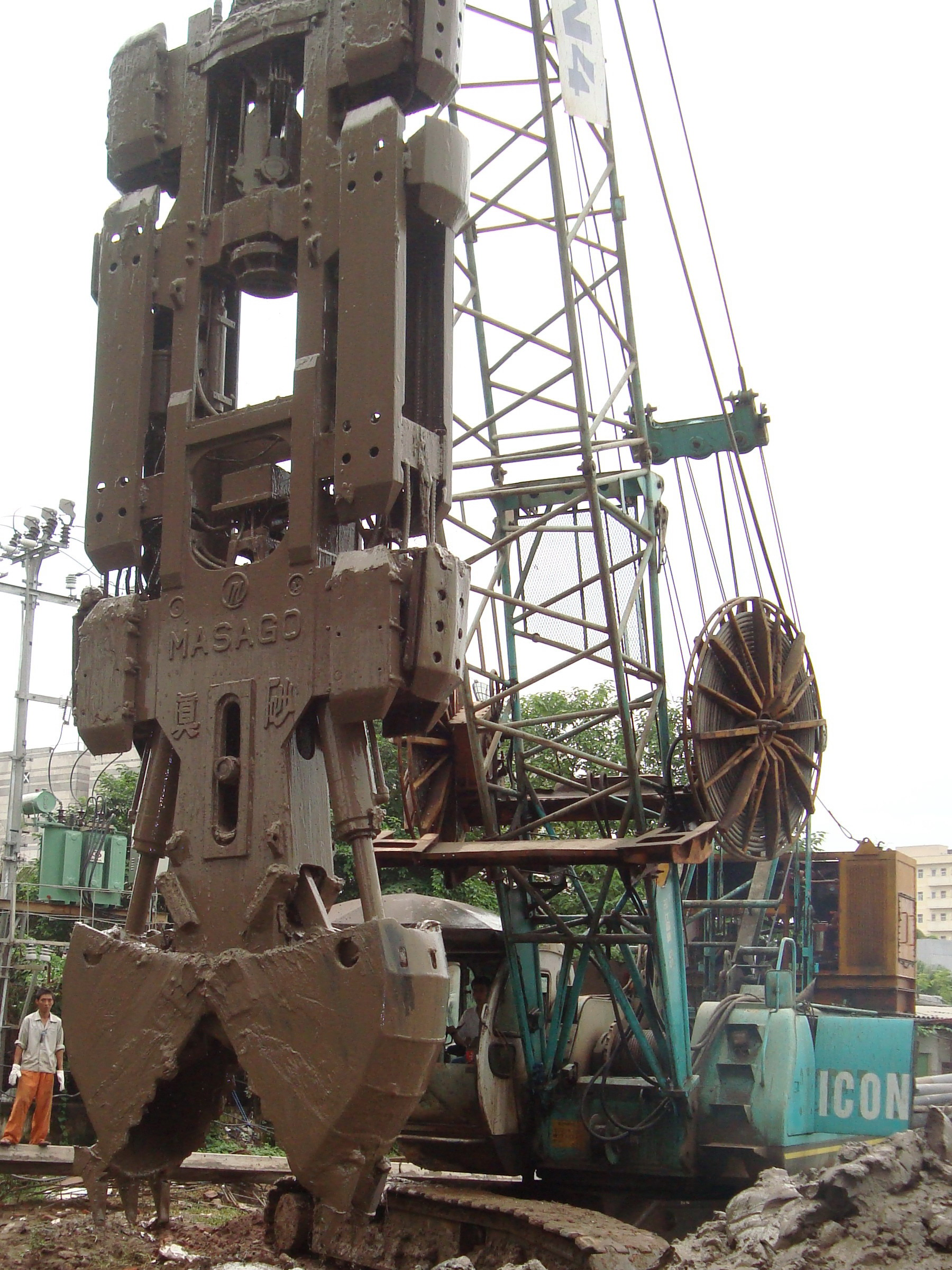
Un trépan-benne pour paroi moulée.

La première tâche est la réalisation au sol de deux petits murets, dits « murette-guide », espacés de l'épaisseur de la future paroi, qui positionne le mur, et servira de support aux armatures.
La paroi est ensuite réalisée par panneaux unitaires creusés par un trépan-benne ou une hydro haveuse montés sur une grue à câble ou une pelle spécialisée,. 
La paroi est faite de plusieurs éléments contigus réalisés successivement, de forme rectangulaire, entre 0,50 et 1,80 mètre d'épaisseur et de deux à une dizaine de mètres de longueur. La profondeur dépend de l'ouvrage à construire. Au fur et à mesure de la réalisation de l'excavation, on la remplit avec de la boue (boue bentonitique) dont les propriétés (notamment la thixotropie) permettent de stabiliser les parois.

### Bétonnage
Une fois atteinte la profondeur voulue (jusqu'à 100 mètres), on installe les cages d'armatures, éventuellement un joint vertical aux extrémités de l'excavation, puis les colonnes de bétonnage. Le béton, d'une densité de 2,5 tonnes/m3 environ, est coulé dans ces colonnes, et il se substitue à la boue bentonitique, de densité 1,05 tonne/m3 qui avait été mise en phase provisoire pour le maintien des parois. 
La boue est alors pompée depuis le haut de la tranchée. Elle peut être recyclée et réutilisée pour une prochaine excavation. L'opération de bétonnage est donc réalisée sous fluide, elle doit être continue pour chaque panneau, car une reprise le lendemain ne permet pas de garantir l'étanchéité de l'ouvrage.

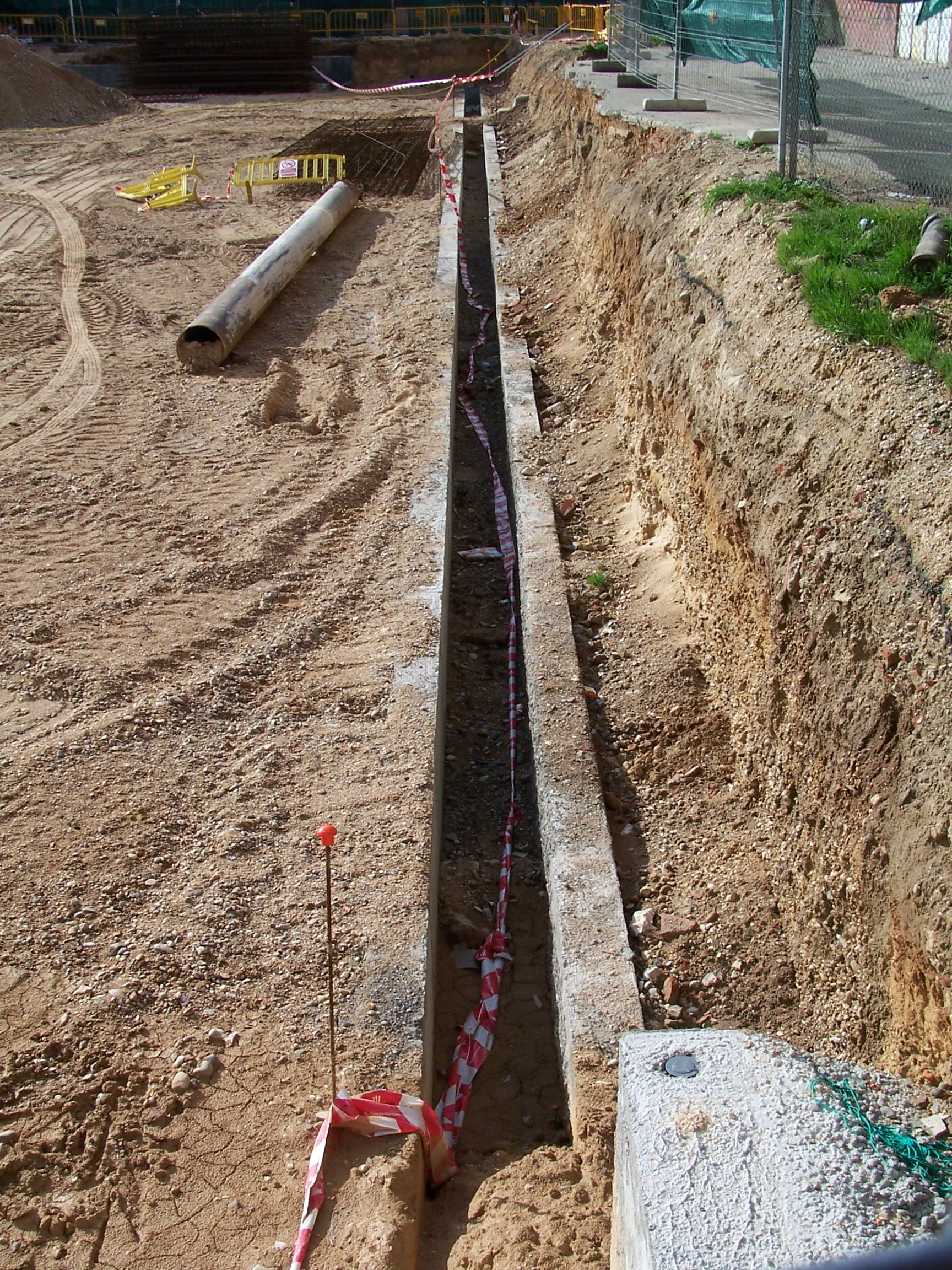
Les murettes-guides.
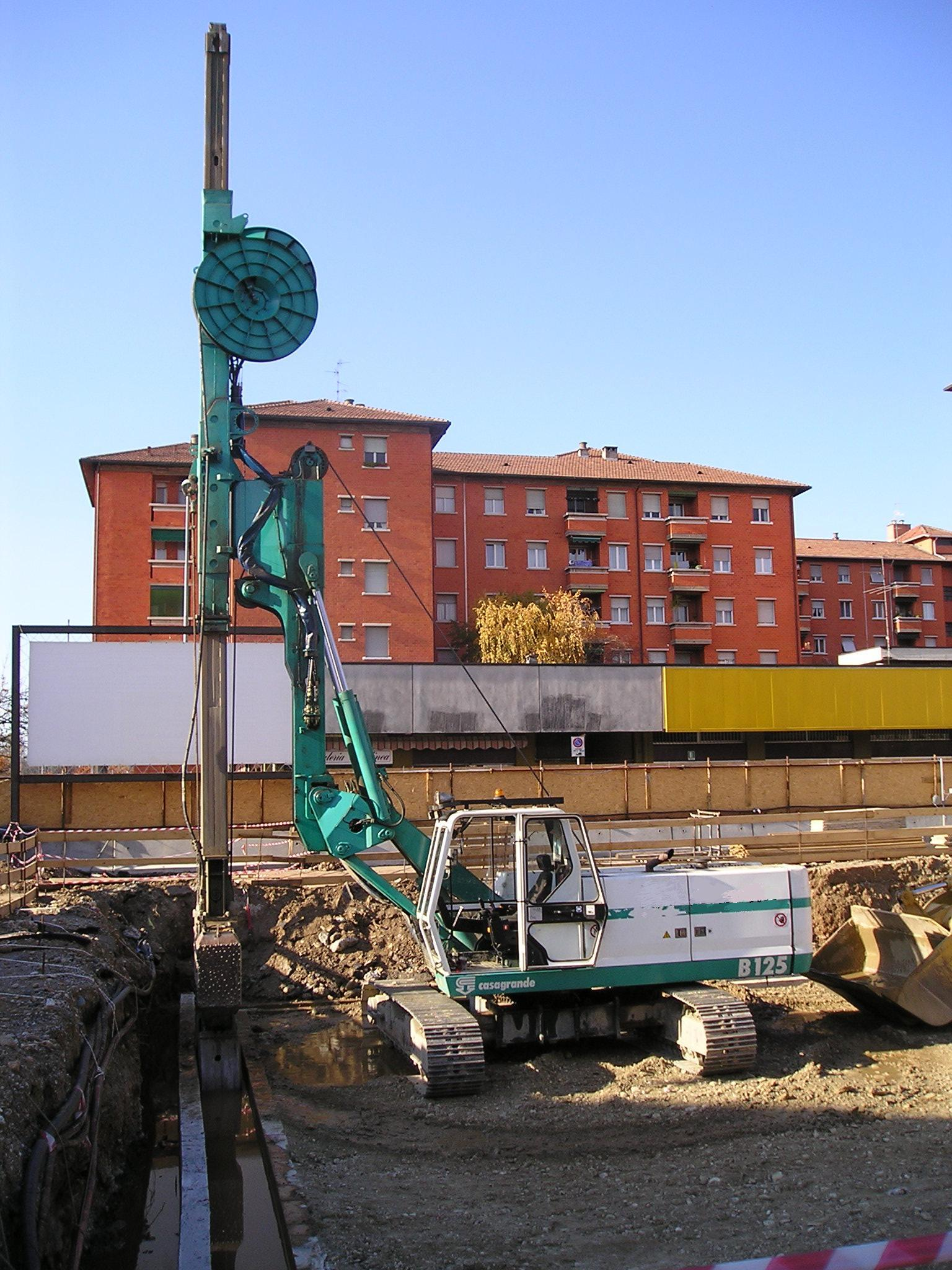
Pelleteuse munie d'un trépan-benne
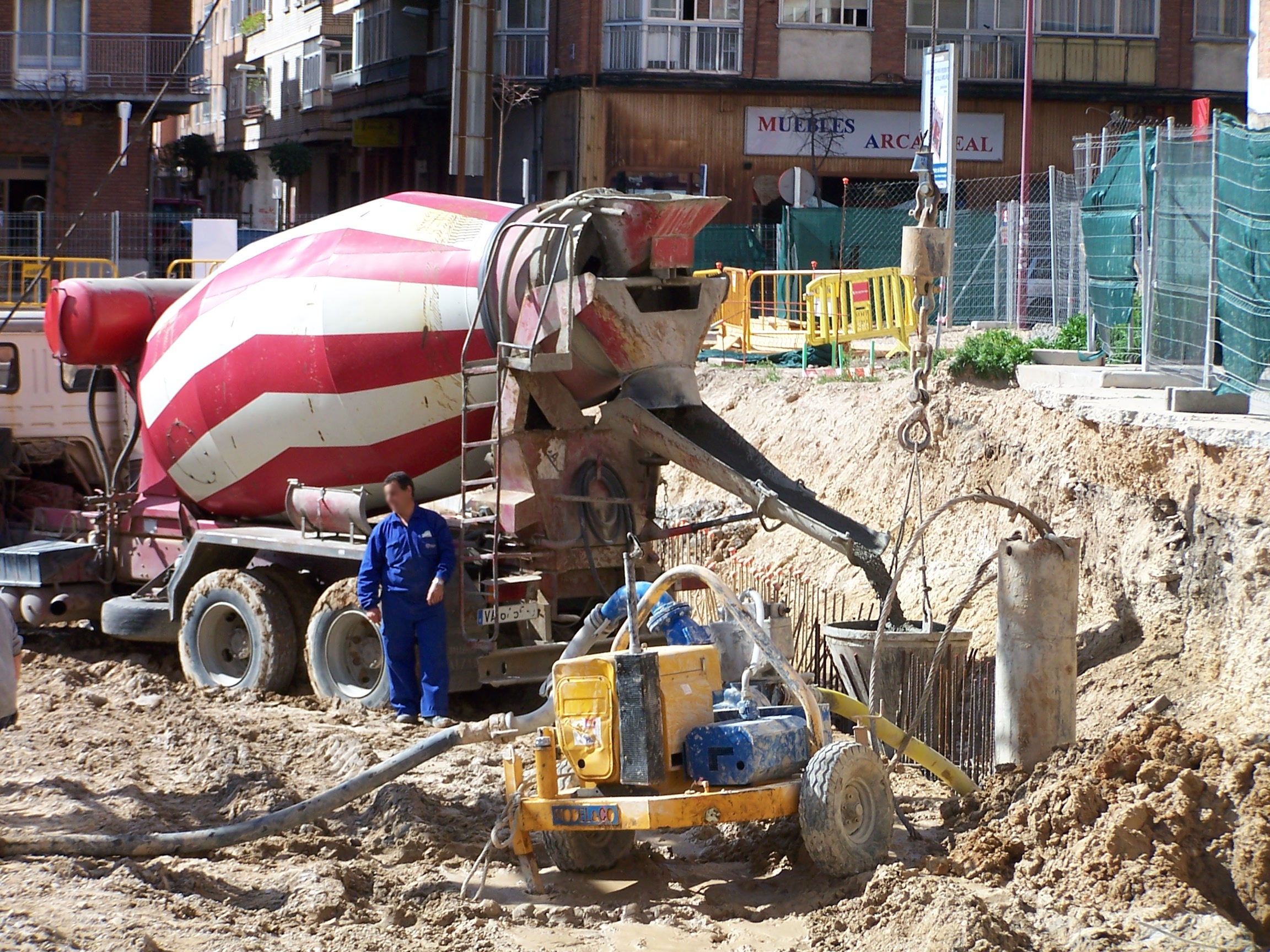
Coulage du béton, au premier plan, la pompe à bentonite.
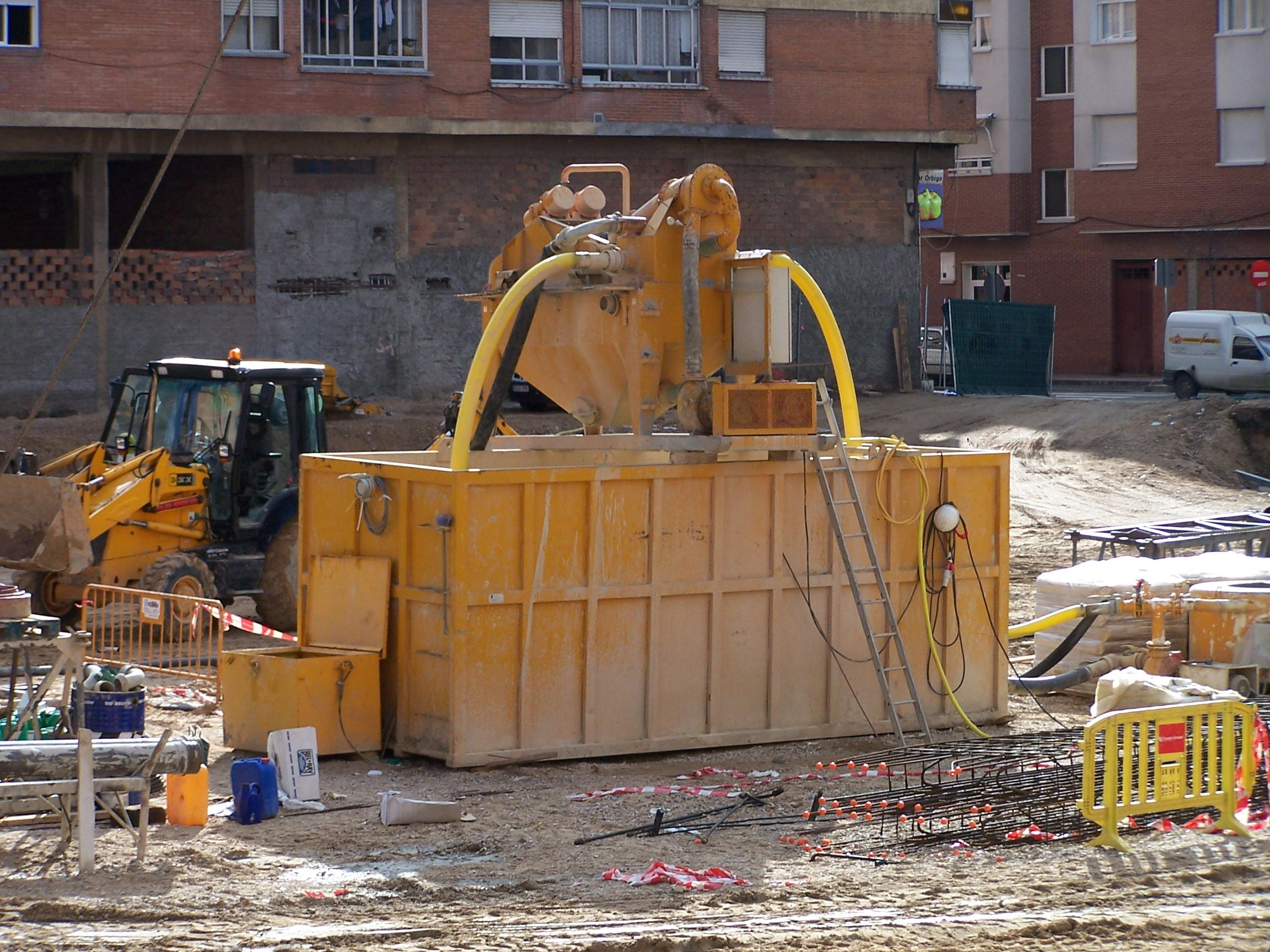
Unité de fabrication, stockage et recyclage de boue bentonitique.

## Suite des travaux

### Mur de soutènement
Une fois l'ouvrage terminé, il sert de mur de soutènement, et les matériaux du terrain d'un côté du mur peuvent être excavés, pour réaliser par exemple une tranchée entre deux parois moulées, qui pourra éventuellement être couverte.

### Autres utilisations
Avec la même technique, une paroi moulée peut être réalisée pour compléter, renforcer et parfaire l'étanchéité et la solidité d'un barrage en remblai : la tranchée est excavée depuis le faîte du barrage, jusqu'à descendre dans la roche du terrain naturel, plus bas que la base du remblai. Une fois le coulage du béton et les finitions effectués, les travaux sont terminés, l'aspect extérieur du barrage ne change pas, et le mur en béton reste noyé dans les matériaux du barrage. Le barrage de Mud Mountain (en) notamment a été renforcé avec une telle paroi, d'un mètre d’épaisseur sur  une profondeur de 124,5 mètres.

## Historique

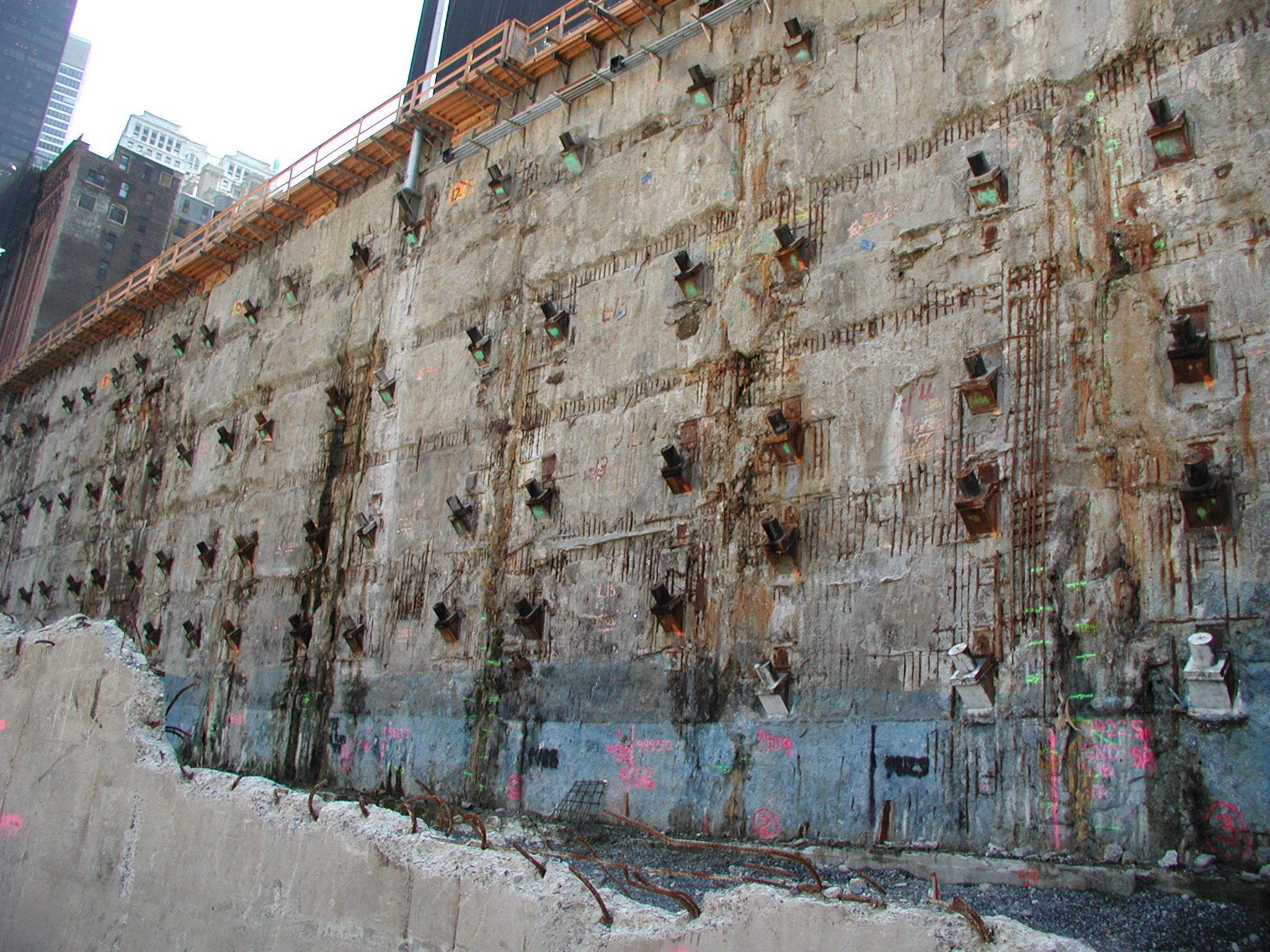
La paroi moulée du World Trade Center, faite en 1966, dégagée en 2002 après la destruction des tours le 11 septembre 2001.

Après les premiers travaux théoriques en 1913 sur l'effet positif de la boue pour stabiliser les forages, et l’utilisation ponctuelle de boue dans des forages miniers dès 1920, la bentonite est utilisée dans des forages pour la première fois en 1927. Un ingénieur autrichien, Christian Veder, imagine en 1938 le concept de mur coulé dans une tranchée emplie de boue, puis en 1948 a lieu la première réalisation similaire sur Terminal Island à Long Beach. La première réalisation en France est faite à Paris par Solétanche à l'impasse d'Antin ; la première paroi moulée des États-Unis est faite en 1962, et en 1966 c'est avec cette technique qu'est faite la « baignoire » étanche des fondations du World Trade Center.